# Гонсало де Бадахос
Гонсало де Бадахос (на испански: Gonzalo de Badajoz) е испански конкистатор и изследовател.

## Биография
Роден е през 80-те години на XV век в град Бадахос, провинция Естремадура, Испания. През 1508 пристига в Панама заедно с новоназначения управител на провинцията Диего де Никуес и няколко години провежда походи срещу индианските племена в района. След пристигането на новия управител Педро Ариас Авила (Давила) през 1513, е назначен от него за подуправител на района обхващащ днешните територии на Западна Панама, Коста Рика и Никарагуа.
През 1515 с разрешението на новия управител с отряд от 130 души с два кораба отплава на запад от Дариенския залив. От залива Москито испанците пресичат провлака, преминават през сравнително гъсто населен район и излизат на западния бряг на Панамския залив, в района на залива Парита. След като принуждават местните индиански племена да се откупят със злато отрядът на Бадахос се насочва на юг, като открива вътрешността на п-ов Асуеро (7°50′ с. ш. 80°40′ з. д. / 7.833333° с. ш. 80.666667° з. д.). Индианските племена се съюзяват и в завързалото се сражение испанците загубват 70 души и всичкото заграбено съкровище. През нощта Бадахос с оцелелите си хора се спасяват с лодки на североизток покрай брега на Панамския залив, като продължават да ограбват крайбрежните племена и в малките сражения загубва още 20 – 30 души от отряда си. През 1516 с останалата му шепа хора се завръща на северния бряг на Панама.